# Jeanne Braun
Pour les articles homonymes, voir Braun.
Jeanne Braun, née le 6 décembre 2007, est une cavalière de voltige française.

## Carrière
Aux Championnats du monde 2022, elle est médaillée d'or en Coupe des nations et médaillée d'argent en voltige par équipes.